# Wassili Michailowitsch Bywschew
Wassili Michailowitsch Bywschew (russisch Василий Михайлович Бывшев; * 18. Februar 1922 in Starowo, heute Oblast Twer; † 5. April 1998 in Sankt Petersburg) war ein sowjetischer Schachspieler und -trainer.

## Leben
Bywschew war seit seiner Jugend eng mit dem Leningrader Pionierpalast verbunden. Mit fünfzehn Jahren kam er in die Schachsektion und erreichte nach einem Jahr Training die erste Kategorie. Ab 1940 leistete er Militärdienst ab. Im Krieg wurde er bei der Verteidigung von Moskau verwundet und fortan nach einer Erholungspause in der Flugabwehr eingesetzt, zuletzt als Zugführer. Nach seiner Entlassung spielte er wieder aktiv Schach. In einem Halbfinale der sowjetischen Meisterschaft in Vilnius 1949 teilte er mit Georgi Bastrikow den 5.–6. Platz und erfüllte damit seine Meisternorm.
In den 1950er Jahren stand Bywschew dreimal im Finale. Die Meisterschaft der UdSSR 1952 in Moskau verlief für ihn turbulent. Mit einem halben Punkt in den ersten fünf Runden war ein gutes Turnierergebnis kaum zu erwarten, doch er gewann sieben aus den nächsten acht Partien und teilte am Ende einen ordentlichen 12.–13. Platz. Unter seinen Opfern war mit Wassili Smyslow, Paul Keres und Isaak Boleslawski die Crème de la Crème der Schachwelt. Nicht einfach war es für ihn nach zwei Jahren in Kiew und 1956 in Leningrad. Nach zwölf beziehungsweise elf Runden ganz unten in der Tabelle, konnte er nur durch einen starken Endspurt ins Mittelfeld aufrücken. Alexander Konstantinopolski bezeichnete ihn als einen Angriffsspieler, der äußerst erfinderisch gewesen sei, wenn er seine Fantasie und Fähigkeit zur Berechnung der komplizierten Varianten zum Vorschein brachte.
Als wertvoller Mannschaftsspieler konnte er vor allem auf nationaler Ebene beachtliche Resultate  aufweisen. Mit der Leningrader Auswahl siegte er bei der sowjetischen Mannschaftsmeisterschaft 1953 und erreichte 1955 den zweiten Platz. 1961 gewann er mit Burewestnik den Mannschaftspokal der Sportvereinigungen der UdSSR, bei dem er zuvor zweimal mit Nauka den zweiten Platz belegte. Bei den Freundschaftsspielen des Leningrader Teams versus Ungarn 1957 und Budapest 1959 remisierte er zwei Partien gegen Győző Forintos und holte ein 2:2 gegen Károly Honfi.
Bywschew, ein ausgebildeter Jurist, arbeitete von 1953 bis in die letzten Tage seines Lebens als Jugendtrainer im Pionierpalast. Zu seinen bekanntesten Schülern zählen Alexander Chalifman und Irina Levitina, außerdem betreute er Jewgeni Soloschenkin, Wladislaw Worotnikow und Sergei Klimow. Im Jahre 1972 wurde er mit dem Ehrentitel Verdienter Trainer der RSFSR ausgezeichnet.